# Ravidasvir
 (juillet 2025).
Le ravidasvir est un médicament utilisé pour traiter l'hépatite C.

## Usage médical
Le ravidasvir est généralement utilisé avec le sofosbuvir, avec un taux de guérison de 97 %. Il peut être utilisé chez les personnes infectées par l’hépatite C et le sida. Le médicament est pris par voie orale.

## Effets secondaires
Les effets secondaires sont généralement mineurs. Chez les personnes diabétiques, le médicament peut provoquer une hypoglycémie. Chez les personnes atteintes également d’hépatite B, une réactivation peut survenir.

## Histoire
Le médicament a été approuvé pour un usage médical en Malaisie et en Égypte en 2021. Il figure sur la liste des médicaments essentiels de l'Organisation mondiale de la santé. Un traitement de 12 semaines devrait coûter 300 à 500 dollars américains.